# Cheilosia versicolor
Cheilosia versicolor är en tvåvingeart som beskrevs av Charles Howard Curran 1929. Cheilosia versicolor ingår i släktet örtblomflugor, och familjen blomflugor. Inga underarter finns listade i Catalogue of Life.